# Granularsynthese
Granularsynthese ist eine Methode zur Klangsynthese und wird beispielsweise in Synthesizern, Audiobearbeitungsprogrammen und elektronischen Effektgeräten eingesetzt.
Bei der Granularsynthese wird ein Klang aus vielen sehr kurzen Samples („Grains“) zusammengesetzt, die in hoher Dichte abgespielt und in Parametern wie Dauer, Tonhöhe und Position variiert werden. Ähnlich wie bei einem Film, der durch Einzelbilder einen flüssigen Ablauf vortäuscht, wird bei der Granularsynthese ein kontinuierlicher Klang vorgetäuscht, der in Wahrheit aus vielen einzelnen Teilen besteht. Bei diesen Einzelteilen, den Grains, handelt es sich um sehr kurze, digitale Klangfragmente, deren Länge üblicherweise unter 50 Millisekunden liegt. Wird diese Grenze überschritten, so kann der Zuhörer das Fragment als eigenständiges Klangereignis erkennen.
Verbreitet ist die Anwendung der Granularen Synthese zur Resynthese gesampelten Materials. Hierbei wird der aufgezeichnete Klang analysiert und in eben jene Grains zerlegt, um sie nachträglich wieder zusammenzusetzen.
Dies bietet gegenüber der herkömmlichen Sampleabspielmethode den Vorteil, dass die Geschwindigkeit des Abspielvorgangs unabhängig von der Tonhöhe verändert werden kann.  Erreicht wird dies über die Vervielfachung der Grains bei Streckung des Materials beziehungsweise der einzelnen Grains (Time-Stretching). Auch die Formanten und die Tonhöhe können bei der Granularsynthese eigenständig bearbeitet werden (Pitch-Shifting).

## Theoretische Grundlage
Theoretische Grundlage der Granularsynthese sind die Gabor-Transformation und die damit in Zusammenhang stehende Theorie der Klangquanten von Dennis Gábor. Hierbei wird eine Analogie zwischen Quantenphänomenen in der Teilchenphysik und den akustischen Eigenschaften kurzer Klangabschnitte (Gabor-Grains) ausgenutzt.
Natürlich auftretende akustische Signale weisen gewöhnlich eine Veränderung ihres Spektrums über die Zeit auf. Um sie exakt beschreiben zu können, müsste man also in der Lage sein, das Spektrum des Signals zu einem bestimmten Zeitraum über ein beliebig kurzes Zeitintervall zu bestimmen. Die Fourieranalyse mit Hilfe der kontinuierlichen Fouriertransformation ist für die Untersuchung der Frequenzspektren kurzer Signalabschnitte jedoch ungeeignet, da bei der erforderlichen Extrapolation auf einen unendlichen Zeitbereich zu große Fehler auftreten.
Die entstehende Ungenauigkeit bei der Bestimmung der Partialfrequenzen des Signals ist umgekehrt proportional zur Dauer des Signalabschnitts. Zeitpunkt und Frequenz (Spektrum) sind somit komplementäre Eigenschaften des Signalabschnitts, die nicht gleichzeitig exakt bestimmt werden können. Eine ähnliche Situation kennt man in Form der Heisenbergschen Unschärferelation in der Quantenphysik.
Gabor nutzt dies aus, indem er in seiner Theorie zur Beschreibung von akustischen Signalen mathematische Hilfsmittel verwendet, die ursprünglich zur Beschreibung quantenphysikalischer Phänomene entwickelt wurden. Er betrachtet dabei elementare Signale, die exakt ein Quantum an Information über Spektrum und Zeitverlauf enthalten. Diese haben die Form einer harmonischen Schwingung, die im Zeitbereich durch eine Hüllkurve moduliert ist, welche die Aufenthaltswahrscheinlichkeit des entsprechenden Spektrums auf einem Abschnitt der Zeitachse angibt.

## Geschichte
Der Komponist Iannis Xenakis entwickelte Ende der 1950er Jahre auf der Basis von Gabors Theorie zur Klanganalyse eine kompositorische Theorie. Mehrere seiner Kompositionen aus dieser Zeit beschreiben die Generierung musikalischer Ereignisse aus einer Anzahl elementarer Klangpartikel, deren Zusammensetzung sich über einen Zeitverlauf ändert. Technisch wurde dies zunächst sehr aufwändig realisiert durch das Zerschneiden von Tonbändern in winzige Abschnitte und neu Zusammenfügen nach Vorgaben der Komposition.
Mitte der 70er Jahre machte der Komponist Curtis Roads (* 1951) weitere Untersuchungen zu dem Thema und experimentierte mit computergenerierten granularen Kompositionen, deren Berechnung damals noch sehr lange Zeit in Anspruch nahm. Um die Steuerung der Synthese zu vereinfachen, entwickelte er Verfahren zur grafischen Beschreibung der Steuerungsparameter.
Barry Truax (* 1947) entwickelte in den 80er Jahren erstmals ein Verfahren zur Generierung granularer Klänge in Echtzeit.
Auch von Künstlern wurde die Granularsynthese genutzt. 1991 gründeten der österreichische Künstler Kurt Hentschläger und der deutsche Künstler Ulf Langheinrich in Wien das Duo Granular-Synthesis. Der Name bezieht sich auf die Technik der Granularsynthese, die Hentschläger und Langheinrich sowohl auf Sound- als auch auf visuelle Arbeiten anwendeten. Ihre Installationen arbeiten mit desorientierenden Projektionen, auf großflächige Leinwände projiziert, begleitet von einem mittels der Granularsynthese erzeugten Soundtrack – Installationen, um die sinnliche Wahrnehmung vollständig zu destabilisieren. Das Duo tourte weltweit und gewann den internationalen Biennale-Wettbewerb in Nagoya.

## Funktionsweise

### Grain-Parameter

#### Wellenform
Als Basis der Granularsynthese kann grundsätzlich jede Wellenform herangezogen werden, also zum Beispiel mit additiver Synthese oder FM-Synthese erzeugte Klänge, jede Art von Audiosample, oder auch weißes Rauschen.

#### Grain-Dauer
Die Länge eines einzelnen Grains kann theoretisch mit 1 bis 100 Millisekunden gewählt werden. Üblicherweise wird eine Länge von ungefähr 10 bis 50 ms verwendet, da darunter die Tonhöhe kaum noch wahrnehmbar ist und darüber die einzelnen Samples hörbar werden. Die Grain-Dauer kann für alle Grains konstant oder auch variabel gewählt werden.

#### Amplitude und Hüllkurve
Über jedes Grain wird eine Hüllkurve gelegt, die die Tonlautstärke üblicherweise anhand der folgenden Parameter reguliert: Die zugelassene Spitzenamplitude, die Zeit zum Erreichen von dieser (attack), die Haltezeit (sustain) und die Zeit bis zur Rückkehr auf eine Lautstärke von null (release). Eine solche Hüllkurve kann im einfachsten Fall durch eine Trapezform realisiert werden, es können aber auch komplexere Kurven wie die Gaußkurve zum Einsatz kommen.

#### Grain-Dichte
Die Grain-Dichte, also die Anzahl der Grains, die pro Sekunde abgespielt werden, ist der Faktor, der die Textur des im Endeffekt erzeugten Klanges am stärksten beeinflusst. Eine niedrige Dichte von weniger als 30 Grains pro Sekunde erzeugt einen leicht rhythmischen Effekt. Je dichter die Grains angeordnet werden, desto stärker überlappen sie sich, und desto eher geht die Wahrnehmung eines Rhythmus verloren. Gleichzeitig steigen die Amplitude und die Tonhöhe und durch die Überlagerungen entsteht eine komplexere Klangtextur mit mehr verschiedenen Obertönen und Formanten.

### Anordnung der Grains

#### Pitch-synchrone Granularsynthese
Die pitch-synchrone Granularsynthese ist ein Verfahren zur Analyse und Resynthese eines gegebenen Klanges mit dem Ziel einer Datenreduktion bei gleichzeitiger Erhaltung der Formanten. Vereinfacht gesagt wird dazu die Zeit-Frequenz-Ebene in viele kleine Zellen zerlegt, von denen am Ende jede von einem Grain repräsentiert wird.

#### Synchrone und quasisynchrone Granularsynthese
Bei der quasisynchronen Granularsynthese wird ein Strom aus Grains gebildet, die in gewissen Zeitintervallen aneinandergehängt werden. Üblicherweise wird hierbei neben einem fixierten Zeitabstand auch eine zufällige Abweichung gewählt, wodurch die einzelnen Grains insgesamt in irregulären Intervallen abgespielt werden, jedoch eine vorgegebene Dichte (Grains pro Sekunde) eingehalten wird. Ein Sonderfall dieser Art von Synthese ist die synchrone Granularsynthese, bei der die Intervalle zwischen den abgespielten Grains alle von gleicher Länge sind.

#### Asynchrone Granularsynthese
Das Prinzip der asynchronen Granularsynthese löst sich vom Konzept eines linearen Stromes von Grains. Stattdessen werden die Grains von einem stochastischen oder chaotischen Algorithmus in sogenannten „clouds“ über die Zeit-Frequenz-Ebene verteilt. Der Komponist kann dazu verschiedene Eigenschaften der "cloud" festlegen, etwa die Dauer, das erlaubte Frequenzband, verwendete Wellenformen für die Grains oder eine räumliche Verteilung der Klänge.

## Systeme, die mit Granularsynthese arbeiten können
- Kyma
- crusherX-Live
- studio crusherX-Studio
- Malström in Reason

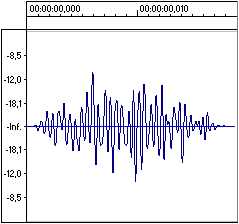
Beispielhafter Signalverlauf eines Grains

- Reaktor (Software) von Native Instruments
- Absynth von Native Instruments
- Max/MSP von Cycling '74
- Ableton Live
- Granulator 1 & 2 für Ableton Live
- Audiomulch
- SuperCollider
- Csound
- REplay PLAYer
- Pure Data
- Pigments von Arturia
- TubeOhm Pure-D16/24Grain
- Camel Audio Alchemy
- FL Studio
- UVI Falcon
- Kenaxis
- Padshop von Steinberg
- Avenger von Vengeance-Sound
- Omnisphere von Spectrasonics
- Beads von Mutable Instruments